# پروومایسکی (شهرستان اوفیمسکی، باشقیرستان)
پروومایسکی (انگلیسی: Pervomaysky, Ufimsky District, Republic of Bashkortostan) یک شهرک در شهرستان اوفیمسکی استان باشقیرستان کشور روسیه است.